# Abraham Ulyatt House
 (juillet 2020).
L'Abraham Ulyatt House est une maison américaine située dans le comté de Cuyahoga, dans l'Ohio. Construite en 1849, elle est inscrite au Registre national des lieux historiques depuis le 27 février 1979. Elle est par ailleurs protégée au sein du parc national de Cuyahoga Valley.